# Aktion Donar
Aktion Donar est le nom de code allemand d'une mission mixte des services spéciaux allemands et vichyssois ayant opéré en zone française libre à l'automne 1942 pendant la Seconde Guerre mondiale.

## Historique

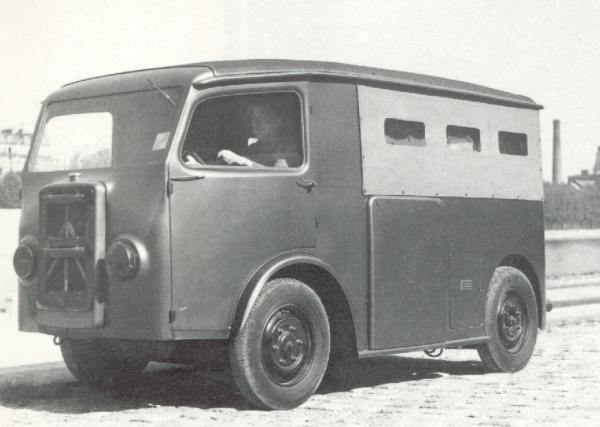
Un TUB Citroën d'époque, semblable à ceux utilisés pour le repérage des postes émetteurs clandestins.

Donar est un avatar vieux haut-allemand de Thor, dieu du tonnerre de la mythologie nordique, patron des transmetteurs allemands.
Début septembre 1942, Pierre Laval, chef du gouvernement de Vichy, autorise une délégation allemande à pénétrer en zone libre, afin d'y localiser les émetteurs alliés. La mission Donar comprend des militaires de l'Abwehr et de la Funkabwehr, mais aussi des policiers du Sipo-SD et de l'Ordnungspolizei. Côté Vichy, c'est la « mission Desloges » qui intervient, sous l'égide de René Bousquet et du général Delmotte.
Sous la direction de Karl Boemelburg, chef de la Section IV du BdS (Gestapo) en zone occupée, la mission Donar comprend environ deux cents Allemands en civil, dotés de faux papiers fournis par Bousquet et de véhicules français banalisés, dont plusieurs TUB équipés pour la radiogoniométrie.
Le comportement des agents allemands est très peu discret. Le bilan de l'opération est maigre : quatre ou cinq émetteurs capturés, dont Gérard Brault, radio de la délégation de Jean Moulin, pris à Caluire, et le poste principal du réseau Alliance à Marseille. Les personnes interpellées sont emprisonnées dans les geôles de Vichy, sauf les étrangers qui, remis aux Allemands, seront déportés ou fusillés.
En novembre 1942, la Wehrmacht envahit la zone libre.